# 安第斯议会
安第斯议会（西班牙語：Parlamento Andino）是安第斯共同体的立法机关，成立于1979年10月25日，设于波哥大。议会有25名议员，由直接选举产生。现任议会主席是哥伦比亚人路易斯·費爾南多·杜克·加西亞（西班牙語：Luis Fernando Duque García）。